# Peste del 1656
L'epidemia di peste del 1656 colpì parte della penisola italiana, in particolare il viceregno di Napoli. A Napoli la peste arrivò dalla Sardegna, dove era giunta nel 1652 dalla Spagna, provocando circa 200 000 morti su un totale di 450 000 abitanti; anche nel resto del regno il tasso di mortalità oscillava fra il 50 e il 60% della popolazione.
Ebbe effetti gravi anche in altre città italiane, tra cui Genova.

## Storia a Napoli
(Nino Leone, La vita quotidiana a Napoli ai tempi di Masaniello)

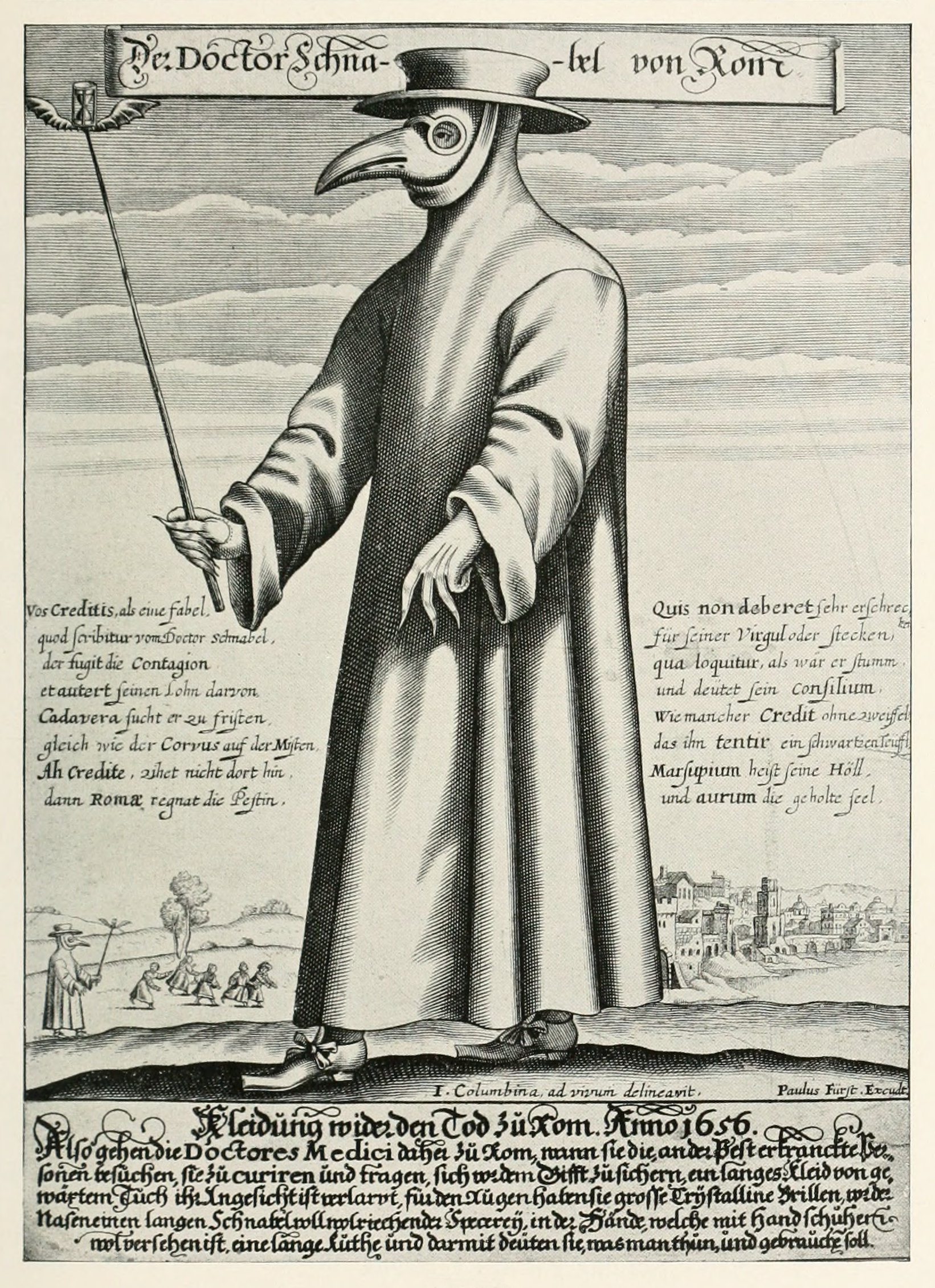
Il medico della peste, acquaforte di Paulus Fürst, 1656 (da J. Columbina). I medici ritenevano che questo abbigliamento proteggesse dal contagio. Indossavano un mantello cerato, una sorta di occhiali e guanti protettivi, e adoperavano un bastone per il contatto col malato. Nel becco si trovavano sostanze aromatiche.

Il XVII secolo, a Napoli, portò con sé sciagure di vario genere: nel 1631 si verificò un'eruzione del Vesuvio di tipo subpliniano che investì molti casali non lontani dalle mura della città. Tale avvenimento spinse buona parte della popolazione di quei paesi a trovar rifugio nella capitale; una decisione che, proprio durante la grande peste, ebbe il risultato di aumentare ulteriormente la già elevata densità abitativa di alcuni rioni storici, rendendoli maggiormente esposti a gravi rischi igienico-sanitari, e dunque di contagio. Le fonti indicano che furono più di 44.000 i senzatetto che cercarono rifugio a Napoli, mentre i restanti vennero accolti a Nola, Avellino ed in altri paesi del circondario.
La grande densità abitativa dei rioni storici, generalmente parlando, derivava soprattutto dall'inadeguato perimetro della città che da tempo non riusciva più a contenere il numero dei suoi abitanti. Tale situazione è imputabile soprattutto ai governanti spagnoli che per molto tempo impedirono alla città di crescere al di fuori delle mura, per meglio controllarne "gli umori" a seguito delle continue ribellioni.
Oltre all'eruzione, è da ricordare anche la grande rivolta di Masaniello del 1647 che attraversò momenti molto intensi e drammatici. In questo clima, già di per sé molto difficile, il morbo pestilenziale rappresentò il colpo di grazia. La città non possedeva ancora un adeguato sistema fognario e non poteva contare su riserve sufficienti d'acqua (soprattutto i suoi casali che non erano serviti adeguatamente dagli acquedotti), le precarie condizioni igieniche unite a fattori quali l'elevato numero di animali e il cattivo stato di molte strade contribuirono a facilitare la diffusione del contagio portato dalle navi sarde.
Anche nel resto del viceregno l'evoluzione dell'epidemia non fu molto diversa: si contarono infatti circa 600.000 perdite umane oltre alla scomparsa di interi villaggi. Un esempio davvero cospicuo è dato dal borgo di Corsano, la cui popolazione (che pure ascendeva a diverse centinaia di abitanti) fu completamente sterminata e anche in seguito il villaggio non venne più ripopolato.
Ma anche nella capitale la situazione non appariva meno grave. Molti narratori dell'epoca si mostrarono seriamente preoccupati per ciò che stava accadendo, la capitale era letteralmente in ginocchio. Alla fine dell'epidemia la città dava l'impressione di essersi spopolata; molte generazioni di intellettuali, politici, artisti, furono del tutto cancellate. La città però riuscì a riprendersi quasi completamente già a fine secolo, come ci è dato sapere da L. De Rosa:
Subito dopo la città partenopea la peste raggiunse Roma, dove arrivò proprio a causa di un marinaio napoletano che prese alloggio in un albergo di Montefiore, a Trastevere; caso in un primo momento erroneamente sottovalutato. Su una cittadinanza di poco meno di 100.000 persone, i morti furono 14 473: 11 373 alla sinistra del Tevere e 1 600 a Trastevere.

### L'impatto sulla vita religiosa

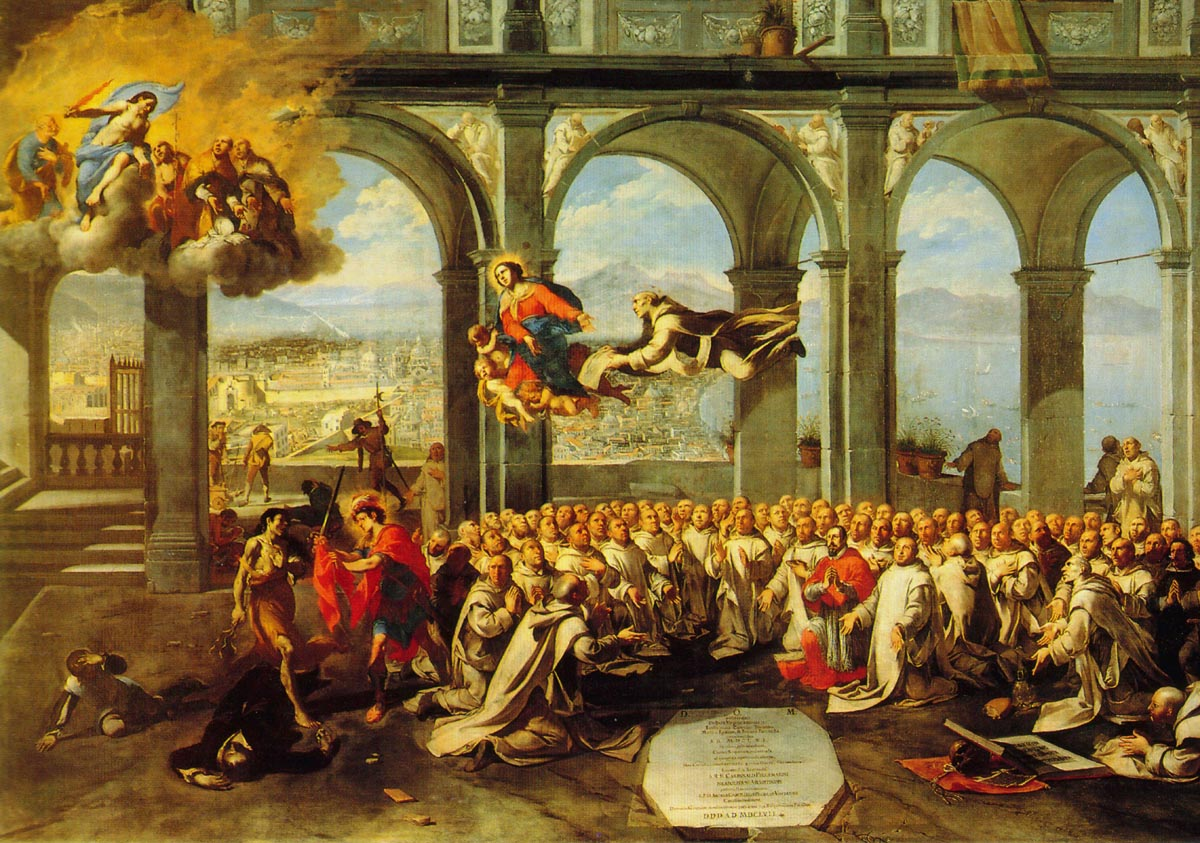
Micco Spadaro, Rendimento di grazie dopo la peste, 1657, Museo di San Martino, Napoli. Tra i religiosi che pregano è visibile il cardinale Ascanio Filomarino.

Padre Bernardo Banfi così descrisse la situazione che si era venuta a creare nel Mezzogiorno tra il XVII e il XVIII secolo, a seguito della pesteː
(Bernardo Banfi, Relazioni di alcuni Religiosi stranieri, i quali dopo il Contaggio del Regno di Napoli, accaduto l'anno 1656, presero l'Abito nella Riformata Provinzia, 1730)
Per rimpinguare alcuni vuoti lasciati nelle istituzioni religiose, il Sud Italia chiese aiuto ad altri regni.
(Bernardo Banfi, Relazioni, 1730)
Molti religiosi inviati al sud provenivano dai paesi versiliesi montanari di Retignano e Terrinca.